# Boyz n the Hood
Boyz n the Hood är en amerikansk film från 1991, skriven och regisserad av John Singleton. Huvudrollerna spelas av Cuba Gooding, Jr., Ice Cube, Morris Chestnut och Larry Fishburne. Filmen utspelar sig i den av gängkriminalitet infekterade stadsdelen South Central i Los Angeles under början av 1990-talet och ämnar skildra svarta tonåringars situation i vardagen.

## Handling
Tre Styles (Cuba Gooding, Jr.) hamnar redan i unga år i bråk, trots sin intelligens och att han lovat att inte slåss. Mot sin vilja skickas han iväg till fadern Furious Styles (Larry Fishburne), där det är meningen att han ska lära sig ansvar och i sinom tid bli en mogen man. Efter en introduktion av ghettot och de unga huvudpersonerna får vi se att en av Tres kompisar, Doughboy (Ice Cube), hamnar i fängelse på grund av att han hade stulit från en affär. Efteråt förflyttas berättelsen sju år fram i tiden till en fest som hålls för Doughboy eftersom han hade avtjänat sitt fängelsestraff.

## Medverkande (urval)
| Cuba Gooding, Jr. | – Trey "Tre" Styles                        |
| Ice Cube          | – Darrin "Doughboy" Baker                  |
| Larry Fishburne   | – Jason "Furious" Styles, Tres pappa       |
| Morris Chestnut   | – Ricky Baker                              |
| Nia Long          | – Brandi, Tres flickvän                    |
| Angela Bassett    | – Reva Devereaux, Tres mamma               |
| Tyra Ferrell      | – Brenda Baker, Doughboys och Rickys mamma |

## Musik
Filmens soundtrack släpptes 9 juli 1991 genom Warner Bros. Records. Det bestod av mestadels hiphopmusik.

### Låtlista
1. "How to Survive in South Central" - Ice Cube
2. "Just Ask Me To" - Tevin Campbell och Chubb Rock
3. "Mama Don't Take No Mess" - Yo-Yo
4. "Growin' Up in the Hood" - Compton's Most Wanted
5. "Just a Friendly Game of Baseball" (Remix) - Main Source
6. "Me and You" - Tony! Toni! Toné!
7. "Work It Out" - Monie Love
8. "Every Single Weekend" - Kam
9. "Too Young" - Hi-Five (Okrediterad debut för Prodigy)
10. "Hangin' Out" - 2 Live Crew
11. "It's Your Life" - Too $hort
12. "Spirit (Does Anybody Care?)" - Force One Network
13. "Setembro (Brazilian Wedding Song)" - Quincy Jones
14. "Black on Black Crime" - Stanley Clarke

## Mottagande
Vid Oscarsgalan 1992 nominerades John Singleton i två kategorier, Oscar för bästa regi och Oscar för bästa originalmanus.